# Onosma auriculatum
Onosma auriculatum är en strävbladig växtart som beskrevs av Auch. och Dc. Onosma auriculatum ingår i släktet Onosma och familjen strävbladiga växter. Inga underarter finns listade i Catalogue of Life.